# Ла-Шаєз
Ла-Шаєз (фр. La Chailleuse) — муніципалітет у Франції, у регіоні Бургундія-Франш-Конте, департамент Жура. Ла-Шаєз утворено 1 січня 2016 року шляхом злиття муніципалітетів Артена, Ессія, Сен-Лоран-ла-Рош i Варессія. Адміністративним центром муніципалітету є Артена. Населення — 592 особи (01.01.2021).